# Terminator: Dark Fate — Defiance
Terminator: Dark Fate — Defiance — компьютерная игра в жанре стратегии в реальном времени, разработанная британской компанией Slitherine при участии Skydance, а также российской студии Cats Who Play и выпущенная для Windows в 2024 году. Действие происходит в мире, основанном на фильме «Терминатор: Тёмные судьбы», где после Судного дня идёт война между людьми и машинами, управляемыми искусственным интеллектом, известным как Легион.

## Сюжет
Майор Крис Стивенс вспоминает, как начался Судный день и появились «Основатели». В Атланте армия США была разбита машинами, намеревавшимися истребить человечество. Уцелевшие солдаты, полицейские и гражданские создали военную организацию, призванную бороться с Легионом, который с каждым годом совершенствовал тактику и придумывал новые способы уничтожения людей. Через 10 лет, лейтенант Алекс Черч назначен командиром отряда Т в Рио-Гранде. Его первое задание — провести разведку местности и наблюдать за противником. Но в ходе миссии выясняется, что Легион перевозит пленных, которых доставляют в неустановленное место с неизвестной целью. Узников удаётся освободить, однако враг имеет численное преимущество, поэтому приходится отступать. Сержант Лазло с небольшой группой рейнджеров остаётся прикрывать отход и гибнет в неравном бою. Его напарник сержант Мейсон обвиняет Черча в некомпетентности и гибели своего товарища. Отряд достигает базы Хейвен в горах, где обнаруживается, что Легион каким-то образом проследил за людьми и подошёл слишком близко к главному входу. Черч и его войска занимают оборону, капитан Блэр просит отдать лейтенанта в военный трибунал за нарушение устава. С трёх сторон наступают танки, бронемашины, механические пауки, «волчьи стаи», дроны-камикадзе, гомункулы и терминаторы Rev-6. Положение становится безнадёжным, и Стивенс приказывает всем эвакуироваться. Отряд Т уходит последним и вынужден оказаться в Нью-Мексико, утратив связь со своими и действуя по собственному усмотрению. В Абикиу Черч должен выбрать, кого поддерживать — Движение, воевавшее с «железками», главаря местной банды Бальзано, или оставаться нейтральным и уйти с поля боя. По словам снайпера и хакера Кондо, машины забрали его жену и других людей и также увезли в неизвестном направлении. После этого отряд выходит на шоссе Санта-Фе, чтобы помешать подходу подкреплений Легиона. 
Тем временем Движение наступает на Альбукерке и берёт город под свой контроль. Там были найдены пустые транспортные средства Легиона, следы конвоя вели на восток. Лидер повстанцев Джессика Кидд уверена, что пленников машинам передаёт Картель — организация наркоторговцев и бандитов с юга. Ключевой их аванпост — Новая Тортуга, куда Черч и Мейсон внедряются, чтобы провести операцию под прикрытием. Согласившись сражаться на местной арене, Черч взял себе псевдоним Бедокур (англ. Troublemaker — баламут, нарушитель порядка, смутьян), который прочно закрепился за ним. Хакер Флинч, вызволенный из застенков Картеля, вспоминает, что сбежал из рабства Интеграторов (людей-механизмов) вместе с одним из офицеров «Основателей». После захвата города агент Движения Люсия Флорес говорит, что проблема будет решена только если падёт столица Картеля, находящаяся в Чиуауа на севере Мексики, где засели главари и оставшиеся войска. Черч получает странное сообщение с приказом всем «Основателям» немедленно прибыть в Оклахому-Сити и снова выбирает — подчиниться или продолжить наступление. В последнем случае его формирование захватывает мосты и склады, штурмом берёт Чиуауа, освобождает рабов, уничтожает руководителей Картеля и их артиллерийскую батарею Арма Гранде. Но сразу после ухода выясняется, что машины нанесли ядерный удар, высадили терминаторов и сровняли город с землёй, как только узнали, что сотрудничавшие с ними бандиты лишились власти. В продолжении пути становится известно, что Интеграторы разыскивают одного беглеца-раба на севере, в Веге. Им оказался Келсо, бывший майор «Основателей», а теперь дезертир и самопровозглашённый мэр города. Он рассказывает, что командование предало его, послав в Оклахому, называемую «Мясорубкой», чтобы отвлечь Легион, который, получив ложную цель, напал на безоружные семьи военнослужащих в лагере. Разгромив банды мародёров «Четырёх солнц», Черч принимает непростое решение — казнить командира дезертиров по приказу «Основателей» или отказаться и оставить того в живых, а значит самому стать преступником, подлежащим расстрелу, о чём ему сообщает лейтенант Саксон, прибывший в Вегу. Келсо считает, что майора Стивенса вместе с другими пленными Легион увёз в Оклахому. Таким образом Черч решает двинуться к «Мясорубке», невзирая на обстоятельства.
Отряд Т заходит в Оклахому-Сити четырьмя частями. В городе находится крупная база Легиона по производству техники и терминаторов. Разрозненные группы «Основателей» понесли потери, отрезаны и не могут продвинуться. Появляется связь, и штаб сообщает Черчу, что он дезертир и предатель, совершивший многочисленные преступления, поэтому приговорён к смерти. Выясняется, что подобные сведения сообщил не кто иной, как Бальзано, которому удалось выбраться не только из Абикиу, но и после бойни в Веге, где он подружился с мародёрами. В случае спасения Келсо также приходит карательный отряд Саксона, его приходится уничтожить. Однако Бальзано готов договориться, чтобы самому остаться в живых и покинуть «Мясорубку». Для успешного прорыва к базе необходимо ликвидировать самоходные гаубицы Легиона и объединить под своим командованием разрозненных солдат, среди них ракетчики M142 HIMARS и артиллеристы M109. Если Черч поможет эвакуировать раненых рейнджеров, их командир в ответ пришлёт поддержку. Остановить производство в комплексе можно только одним способом — заставить Легион отключить все системы из-за мощной хакерской атаки. Для этого нужно защитить команду IT-специалистов, которые осуществляют взлом, в конце концов приводящий к остановке конвейера смерти. Кондо и Флинч тем временем могут заставить технику Легиона перейти под контроль «Основателей». Когда база отключена, Черч просит штаб начать полномасштабную атаку, но слышит лишь очередные оскорбления, в последний момент вмешивается командующий, он отменяет предыдущий приказ о расстреле и разрешает наступление. В результате отряд Т в полном составе может вернуться к своим, не опасаясь карателей. На военном совете Черч даёт показания о случившемся после ухода из Рио-Гранде. Командующий рекомендует приостановить обвинения до выяснения обстоятельств и появления доказательств. В Оклахоме было найдено множество неопознанных тел со снятой кожей. Поиски причин подобных экспериментов над людьми приводят Черча и его войска в Форт-Уэрт, где до войны располагались медицинские лаборатории и предположительно содержатся гражданские и майор Стивенс. Их удаётся освободить, а генераторы Легиона уничтожить. Благодаря Стивенсу, все обвинения с Черча были сняты, а капитан Блэр, который свидетельствовал против него, самовольно оставил часть и скрылся. Начальником штаба оказался его родственник.
IT-центр докладывает, что согласно информации, полученной в Форт-Уэрте, Легион проводит психологические тесты и наблюдения за пленниками, чтобы лучше узнать людей. Второе направление исследований — создание киборгов-лазутчиков, покрытых живыми тканями. Третье — разработка продвинутых технологий улучшения терминаторов. Программа близится к завершению, производство осуществляется в хорошо охраняемом комплексе в Галвестоне. Опыты над людьми также проводятся на базе в районе горы Тейлор в Нью-Мексико, куда в поисках своей жены уходит Кондо. В лагере Движения Черч и Мейсон встречают Люсию, которая сумела выбраться из Чиуауа. Она рассказывает, что у Интеграторов есть глушитель сканеров, создающий невидимую зону, благодаря чему Легион обходит стороной их главное поселение, находящееся к югу от Ламисы. Командующий, получив доклад лейтенанта, приказывает любой ценой достать средство проникновения в Галвестон. Если Черч сначала решит отправится на гору Тейлор, то ему придётся оставить тяжёлое вооружение и солдат «Основателей» под началом Стивенса, чтобы официально провести разведку. Местность выжжена, узникам промыли мозги, их нужно привести в чувство и защитить от внедрившихся киборгов. В случае успеха жена Кондо также будет спасена, а он сам вернётся в отряд. Движение посылает взломанную платформу с ЭМИ-зарядом, чтобы на время вывести вражескую технику из строя. На базе Черч и Мейсон открывают правду — Блэр давно сотрудничал с Легионом и сдал координаты Хейвен в Рио-Гранде, он предал не только сослуживцев, но и всё человечество. Однако его дни сочтены — машины расстреляли «союзника», сказав, что не заключают сделок с людьми, это был эксперимент по изучению двуличия и жадности. Вернувшись к основному заданию, отряд Т может либо напасть на Интеграторов, либо заключить с ними сделку и выдвинуться в Мидленд, где таинственно исчезают не только люди, но и машины Легиона, чтобы найти источник аномалии. В ходе боестолкновения с непривычно ведущими себя «жестянками» становится ясно, что огромный меха-прототип был заражён неизвестным вирусом и контролировал всю электронику в округе. При удачном раскладе Интеграторы скачивают данные в компьютер на своей машине РЭБ, после чего все возвращаются в лагерь, и Черч получает глушитель сканеров. Но Люсия предлагает провести диверсию и отобрать у Интеграторов привезённое из Мидленда оборудование, которое гораздо мощнее. Операция по внедрению и последующему наступлению полностью удаётся, Великий консул и его охрана ликвидированы, взяты ценные трофеи. Особенно интересен «Цифровой шторм» — нейросеть, которая отличается от прочих и имеет другой код. Кондо говорит, что может модифицировать сигнал так, чтобы войска Легиона становились дружественными, а Флинч — нападали друг на друга.
После получения РЭБ, командующий приказывает начать общее наступление на Галвестон. Отряд Т назначен в авангард и должен отвлекать Легион, пока главные силы входят в город. Первоочередная цель — захватить технологии улучшения солдат. Черч начинает сомневаться и может посетить лагерь Движения неподалёку, где узнает, что «Основатели» планируют распустить повстанцев, либо перевести их под своё командование. В Галвестоне почти сразу в операцию приходится внести изменения — большая воронка от ядерного удара Судного дня преграждает путь к заводским воротам, поэтому необходимо расширить зону боевых действий. «Цифровой шторм» активно работает и помогает продвигаться дальше. На городскую территорию проникают другие отряды «Основателей» вместе с IT-специалистами. Но взломать систему как в Оклахоме не получится, поскольку Легион обновил протоколы защиты. Поэтому двум машинам с серверами необходимо подъехать ближе к воротам, напрямую подключиться к терминалу и скачать данные. Пока осуществляется загрузка, технику нужно охранять. Командующий запрещает использовать взрывчатку, чтобы не повредить фабрику, которая нужна ему в целости. После успешного выполнения задачи поступает новый приказ — очистить район вокруг аварийного выхода с завода, куда должны добраться инженеры. На подступах внезапно появляется Блэр и просит спасти его. Мейсон быстро разоблачает киборга-двойника, к тому же судьба оригинала известна. Рядом с дамбой враг разместил самоходные гаубицы и зенитные турели, которые также предстоит ликвидировать. Чтобы извлечь недостающую информацию, техники хотят достичь центрального входа, но там обнаруживается, что у Легиона в боевой готовности находится полноценный мех, который является серьёзной угрозой и уничтожается совместным ударом авиации, артиллерии, танков и расчётов ПТУР. Когда все турели перестанут действовать, рейнджеры пришлют пополнение. Положение осложняется тем, что Легион вводит значительные подкрепления. Техники забирают информацию и возвращаются в точку эвакуации, а инженеры достигают аварийного входа. Черч обеспокоен тем, что на уничтожение комплекса не хватит времени. Командующий готов рискнуть, лишь бы заполучить технологии. Лейтенант указывает на то, что с работающим комплексом противник сможет выпускать новых лазутчиков, поэтому следует сообщить другим людям, как противостоять новой опасности. Командующий отвечает, что «Основатели» не делятся такими сведениями с посторонними, особенно с ополченцами. Когда инженеры заканчивают, главные силы уходят. Отряд Т ждёт транспорты, чтобы покинуть зону операции, но происходит худшее. Командующий поздравляет Черча с выполнением миссии, салютует, ухмыляется про верность «Основателям» и открыто предаёт, бросая на произвол судьбы. Казалось, что для обречённых война закончилась. Тем не менее друзья познаются в беде — Люсия сообщает, что приплыла на барже, куда поместятся люди Алекса, на помощь придут Движение с Джессикой Кидд, Келсо из Веги и даже Бальзано с наёмниками, учитывая ранее сделанные выборы. Майор Стивенс не согласен с приказами командования и отправляет два «Чёрных ястреба» с рейнджерами для прикрытия эвакуации. Черч с Мейсоном сумели пробраться в комплекс, установить взрывные устройства и подорвать, после разрушения дамбы вода затопила производственные помещения, на восстановление которых уйдут годы. Событие вошло в историю как контрнаступление в Галвестоне. День, когда Легион потерпел существенное поражение. Мейсон считает, что неплохо получилось для сборища гражданских, перебежчиков и дезертиров. Движение сыграло свою роль, началось нечто большее. Все объединились, работали и сопротивлялись вместе. Черч говорит, что с этого момента они называются Сопротивлением.

## Игровой процесс
Terminator: Dark Fate — Defiance является военной стратегией в реальном времени. В большинстве случаев необходимо командовать относительной по размерам армией против врага, у которого подавляющее численное преимущество. Для оценки ситуации и приказов существует тактическая пауза. Можно вызывать подкрепления, временами на карте действуют союзные и нейтральные силы, последние способны по сюжету или из-за решений игрока перейти в статус враждебных, поэтому не следует игнорировать диалоги и условия заданий. Иногда происходят крупные боестолкновения с десятками отрядов и колоннами бронетехники, но обычно в качестве кульминации очередной миссии. Здесь нет масштабных битв как в Total War. Определённые задания проходятся без стрельбы и насилия. Часто приходится беречь каждую боевую единицу и не атаковать в лобовую. У каждого отряда есть имя командира и позывной, у некоторых имеются свои короткие истории. Качественные показатели подразделений растут с боевым опытом. Кроме позиционирования важно своевременно пополнять боеприпасы, запчасти и топливо с помощью складов или подвоза на грузовиках. В наличии три вида ресурсов: людские резервы для восполнения потерь, «очки доброй воли» для торговли и улучшения войск, а также припасы. Поля сражений разнообразны: разрушенные мегаполисы, леса с полянами и озёрами, деревни и типичная американская субурбанизация с учётом оставшегося после войны с машинами. Есть тактические высоты и удобные места для засад и укреплений. Войска «Основателей» и Движения во многом похожи, на их фоне Легион выглядит уникально, но прохождение за него в основной кампании недоступно (кроме сюжетного дополнения), если не считать возможность взлома бронетехники противника, то сыграть получается в режиме схватки и мультиплеера. В Defiance мало особых способностей, например, у некоторых солдат есть применение ЭМИ и дымовых гранат. 
Что касается непосредственно ведения боя, то в засаде легко потерять даже самый мощный танк. Учитывая, что основными противниками будут киборги, самый важный юнит — отряд гранатомётчиков, которые могут прятаться в зданиях, не так заметны для врага и более мобильны. Если в начале игроку предоставляется арсенал «Основателей», включая M1 «Абрамс» и M2 «Брэдли», то после следования по карте кампании рассчитывать придётся лишь на трофейные машины и образцы, закупленные в поселениях людских фракций. Вид у подобной техники соответственный: ржавые пушки на прицепах, тягачи, бульдозеры, пикапы. Захваченный танк Картеля является большой ценностью, и нужно с осторожностью отправлять его в бой. Технике необходим экипаж из обученных специалистов, которые могут быстро погибнуть, стандартный индикатор получения ударов отсутствует. Прицельное попадание способно не только уничтожить транспортное средство, но и вывести из строя двигатель, сделав его бесполезным.

## Разработка и выпуск
Terminator: Dark Fate — Defiance создавалась как стратегия в реальном времени. Slitherine обратилась к Skydance ещё до объявления о фильме «Терминатор: Тёмные судьбы». Директор по маркетингу Марко А. Миноли объяснил, что основная аудитория стратегий — люди в возрасте от 30 до 35 лет, выросшие на классических научно-фантастических фильмах. Поэтому логично, что после заключения контрактов на производство игр по франшизам «Звёздный крейсер «Галактика»» и «Звёздный десант», следующим стал «Терминатор». Помимо Skydance, к разработке была привлечена российская студия Cats Who Play, по словам Миноли, это самый большой проект, который они когда-либо делали. Slitherine сотрудничала с продюсерами фильма, чтобы гарантировать, что для Defiance найдётся место в будущем франшизы «Терминатор», которое уже запланировал Джеймс Кэмерон и куда будут включены другие спин-оффы, например, аниме-сериал, несмотря на низкие кассовые сборы в 2019 году. Игра входит во вселенную «Тёмных судеб» между «настоящим» временем и 2042 годом, контролируемым Легионом. 
Анонс состоялся 14 декабря 2021 года, когда были показаны тизер-трейлер и видео игрового процесса. Изначально выход планировался в 2022 году. 27 марта 2022 года Cats Who Play без объяснения причин сообщила, что больше не участвует в производстве и передаёт все наработки Slitherine. 9 октября 2023 года на Steam Next Fest была продемонстрирована демоверсия игры. Выпуск намечался на конец 2023 года, 7 декабря, но был перенесён на 21 февраля 2024 года, создатели мотивировали это необходимостью доработки и исправления ошибок для повышения качества и производительности, кроме того, требовалось провести дополнительное тестирование мультиплеера. 12 июня 2024 года появилось бесплатное обновление, где в числе прочего добавлена новая миссия на горе Тейлор в Нью-Мексико после выполнения задания в Форт-Уэрте, в игре это доступно при условии, что в отряде находился Кондо. 10 декабря 2024 года вышло загружаемое дополнение «Мы Легион», где предстоит командовать армией машин, стремящихся к господству над разрушенным миром. В 2025 году представлен план расширения игры: 15 апреля — улучшение для мультиплеера и схватки (собственные настройки юнитов и армии), 29 июля — дополнение Uprising с режимом песочницы (захват и удержание на карте территорий, находящихся под контролем разных фракций, таких как Интеграторы, Движение и Картель, а также борьба против Легиона и мародёров), зима — сюжетное дополнение, рассказывающее о событиях после «Мы Легион», когда Черч отправился на север, чтобы продолжить набор людей в Сопротивление.

## Критика
| Сводный рейтинг       | Сводный рейтинг |
| Агрегатор             | Оценка          |
| --------------------- | --------------- |
| Metacritic            | 72/100 (PC)     |
| OpenCritic            | 78/100          |
| «Критиканство»        | 80/100          |
| Иноязычные издания    |                 |
| Издание               | Оценка          |
| Eurogamer             | [ 31 ]          |
| GameStar              | 80/100          |
| IGN                   | 5/10            |
| Русскоязычные издания |                 |
| Издание               | Оценка          |
| GoHa.Ru               | «Хорошо»        |
| StopGame.ru           | «Похвально»     |

Terminator: Dark Fate — Defiance получила смешанные оценки на сайте Metacritic и положительные на OpenCritic. Среди плюсов игроки выделили режим глобальной карты с потенциалом для выхода дополнений, а также интересные механики, сочетающиеся с жанром RTS: менеджмент ресурсов и сбор отрядов в кампании. Минусами стали технические проблемы: нерабочие сохранения и резкое падение частоты кадров. В рецензиях подчёркивалось, что игры по франшизе «Терминатор» практически всегда были как минимум неплохи по меркам лицензированных разработок. В этот ряд вписывается Terminator: Dark Fate — Defiance, формально связанная с провальным фильмом «Тёмные судьбы». Но любопытный факт заключается в том, что некоторые черты могут быть близки российским геймерам. Большое значение здесь имеет спланированное позиционирование и маневрирование юнитов, что напоминает старые отечественные стратегии, такие как «Блицкриг» и «В тылу врага». Кроме того, отмечалось сходство с серией Company of Heroes. Games.cz оценивает на 7 из 10 баллов и заключает, что Terminator: Dark Fate — Defiance порадует всех, кому не очень понравилась Company of Heroes 3, вышедшая годом ранее. Заметно влияние студии Cats Who Play, известной по следующим выпускам: «Сирия: Русская буря», Hired Guns: The Jagged Edge, HTPD: Force of Law, «Альфа: Антитеррор» и «Код доступа: РАЙ». Хорошая новость состоит в том, что Defiance рассказывает самостоятельную историю, где нет армии T-800 и Джона Коннора, а также путешествий во времени, хотя упоминание Легиона вместо Скайнета и Rev вместо привычных терминаторов вызывает недовольство у фанатов (многие не признают фильмы после третьей части в качестве канона, как и сам Кэмерон). Фраза Сары Коннор «Нет судьбы», возможно, неверна, поскольку трудно объяснить события, когда война с машинами всё равно случилась, несмотря на отчаянные попытки её предотвратить. Мрачная атмосфера роднит Terminator: Dark Fate — Defiance с первыми фильмами серии.
Вопреки традициям жанра сюжету уделяется много внимания, есть полноценная система диалогов, некоторые миссии похожи на приключенческие RPG. Техника и атмосфера постапокалипсиса отсылают к «Безумному Максу». Со временем отряд главного героя начинает походить на «цыганский табор, который берёт всё, что плохо лежит», не только получая трофеи, но и улучшая транспортные средства. Сложность в том, что легко растратить отряды и ресурсы, которые непросто восполнить. Персонажи не раскрыты глубже, но их мотивация и роль в истории чётко обозначены, что вполне достаточно для восприятия проработанной кампании, а не серии боёв в разных декорациях. С точки зрения игрового процесса, Defiance — военная стратегия в реальном времени без постройки базы и добычи ресурсов — присутствует их распределение, но в основном между миссиями. В положительном и отрицательном смысле игра создана в традициях разработки в России 2000-х годов: с одной стороны, громоздкий интерфейс, неудобное управление, периодические проблемы с искусственным интеллектом, плохое техническое исполнение и оптимизация; с другой, прохождение и сюжет «затягивают так, что часы пролетают незаметно». Главная проблема кампании — полная заскриптованность. В целом Terminator: Dark Fate — Defiance предназначена для любителей RTS, новичков она заинтересовать не способна.
IGN поставил низкую оценку 5 из 10 баллов, журналист сайта с сожалением заметил: попытка объединить фантастику о войне будущего с твёрдой тактикой в реальном времени не удалась. Главная причина — способ сражения отрядов и построенная вокруг них кампания кажутся созданными для двух совершенно разных игр. Персонажи в основном стереотипны, в то время как история достаточно хорошо проработана. Бои реалистичны, детализированы и смертельны. «Это определённо современная война», поэтому на поле боя важны количество и логистика. Однако нет никаких жизненно необходимых в тактической игре визуальных обозначений зоны видимости и характеристик укрытий, которые занимают войска. Даже тестирования на самой низкой сложности и пониженном уроне оказалось недостаточно, чтобы легко победить. Сражения являются не столько стратегическими военными учениями, сколько методом проб и ошибок для достижения успеха. Редко найдётся достаточно войск для выполнения задания. Замены солдатам в середине миссии нет, если игрок был не совсем внимателен с микроменеджментом, потери могут оказаться безвозвратными. Самые тяжёлые и разочаровывающие миссии — против других фракций людей, чья пехота лучше умеет укрываться и, следовательно, её гораздо труднее убить, чем терминаторов. Более высокие сложности требуют либо «тупой удачи», либо постоянного сохранения. По словам обозревателя, «отвратительно сознавать, что ты проиграл 30 минут назад, не понимая этого, потому что потратил боеприпасы, по-видимому, в ненужной схватке — не говоря уже о том, что понёс потери из-за появившихся ловушек, которые невозможно увидеть, или запрограммированных боёв, которые переносят твои отряды на неконтролируемую позицию, потому что ты переместил одного парня слишком близко к невидимому триггеру». Defiance хочет быть тактической военной игрой в реальном времени в духе Men of War или Ground Control, в лучшем случае она напоминает эти серии, но и только — можно уничтожить большое количество терминаторов ударом HIMARS, а потом приходится перезаряжаться и повторять четыре или пять раз. Система настройки, пополнения, ремонта и улучшения отрядов за разные валюты больше похожа на X-COM, чем на почти линейную кампанию, на прохождение которой уходит около 30 часов. Делается вывод, что «управление армией — пустая трата времени, полная ложных выборов», в итоге большинство личного состава придётся распустить, чтобы хватило ресурсов для следующей миссии. Плюсом выступают однопользовательские и многопользовательские бои, посвящённые захвату и удержанию ключевых точек, где можно играть в том числе за Легион.